# コジコジ
『コジコジ』（COJI-COJI）は、さくらももこによる日本の漫画作品。また、作中における主人公の名前。『きみとぼく』（ソニー・マガジンズ）にて1994年から1997年まで連載され、その後『富士山』（新潮社）、『りぼん』（集英社）、幻冬舎コミックスの書き下ろし4巻の全38話にて発表された。2024年より、小萩ぼたん作画による不定期連載が再開されている。
テレビアニメは1997年から1999年までTBSほかで放送。また、2019年には舞台化作品が上演された。

## 概要
1991年、日本中がちびまる子ちゃんブームに湧く中、作者さくらももこは落書きを描いていた。そのキャラクターは、落書きにしては愛嬌に溢れており、さくらはそのキャラクターを「コジコジ」と命名した。コジコジは、「宇宙の子」である以外、性別・出生地・年齢・何の生物であるかの一切を謎とした。
『COJI-COJI』は、メルヘンの国を舞台に主人公コジコジと、その住人たちが繰り広げる日常生活を描いている。メルヘンであると同時に、さくらの願望であったナンセンスなギャグ漫画という新しいジャンルの開拓に挑戦した作品である。作風は、さくら独特のシュールさが濃厚に醸し出されている。
登場人物はメルヘンの国の住人とはなっているが、内容は必ずしも子ども向けではなく、内容的にも多少ブラックなネタもある。
対象年齢層が絞られていないため、極めてシュールで不条理な内容も含んでおり、子供には理解し難い話も混ざる。大人が読んでも子供が読んでも楽しめる話ではあるが、どちらかといえば大人向けのメルヘンと言える。ストーリーにはテーマと言えるほどのものはなく、そもそも「コジコジとは何なのか？ どこからやってきたのか？」といった設定は、あえて明かされていない。
原作では同じさくらももこ作品として『ちびまる子ちゃん』の世界とリンクしているところがあり、同作中にまる子が出演していたりする描写もあるが、アニメ版ではそれらのエピソードは放送されていない。また、キャラクターの多くは『神のちから』に登場したキャラクターのデザインを流用されている。
当作は、様々な漫画雑誌・出版社を転々と経て連載が続けられたが、それでもさくらがこの連載に拘る理由には、さくらのコジコジへの深甚なる愛がその源泉にあった。
2021年1月には、日本アニメーションのライセンス展開を開始し、YouTube公式チャンネルにて過去のアニメ放送を視聴することも出来る。『ちびまる子ちゃん』と並んでキャラクターグッズの販売も積極的に展開されており、アニメ・漫画の新作が途絶えた現在も継続されている。
2022年4月23日 - 同年7月10日にかけて、初の本作単独の展覧会となる「コジコジ万博」が東京・立川のPLAY! MUSEUMにて開催された。同展覧会用に制作されたコマ撮りショートアニメ「コジコジと次郎の不毛な会話」（制作：dwarf）が、2022年10月、第6回渋谷TANPEN映画祭CLIMAXat佐世保2022-23の一般部門の一次審査合格作品にノミネートされた。
2020年代に入って以降、現代人の心に刺さる物語として再評価されている。

## 舞台設定
『メルヘンの国』という名前とは裏腹に、実際は思わず笑いが出てしまう独特なキャラクターばかり住んでいる一癖も二癖もある世界。メルヘン世界に位置し、クンチャン漫画界や魔界などと隣接している。人間界とは離れた場所にあるらしい。漫画の中では登場キャラクターが宇宙を飛んで別の惑星である地球に遊びに行く描写がある。クンチャン界の住人まる子などがゲストで出てきたり、コジコジが人間界に遊びに行ったりするエピソードが見られる。メルヘンの住民は人間を楽しませる役目があり、ミッキーマウスやスヌーピー、ドラえもんもメルヘンの住民である。しかし、いずれも権利者の問題などで作中には登場しない。

## 登場人物

### 主人公
コジコジ
声 - 青木静香
演 - 向井葉月（乃木坂46）（2019年舞台版）
本作の主人公。宇宙生命体であるという設定以外は一切謎で、年齢や性別も本人すら知らない。飛行能力を持つ。海中を泳ぐ際も、普段着のままで泳いでいる。
性格はお気楽・天然・のんびり屋、そして超が付くマイペースかつ毒舌。とにかく周りのことをお構いなしで、気の向くままに行動する。しかし時々、神秘性や哲学性のある発言をしたり、周囲が予想もつかないことをやってのけたりして周りを驚かせる。そのため、ドーデスやおかめちゃんなどの観察力に秀でた人物からは一目置かれ、ブヒブヒ、スージーといった悪者や、物知りじいさん、サラサラくんのようなマイペースな人物、先生のような堅物やカメ大明神のような偏屈家でさえもやり込めてしまうことがある。悪口を言われても動じない性格であるが、思い通りにならないと、涙目になって声を荒げることも稀にある。
作品中に平行宇宙（パラレルワールド）が出てくるが、その平行宇宙においてすらコジコジは唯一無二の存在らしい。おまんじゅうを食べる描写や、やかん君のお茶をカメ吉と一緒にもらう描写も多い。第1話（原作）ではテストでマイナス5点を取ったこともあった。
『コジコジはコジコジ』（原作・テレビアニメ共通）のエピソードでは、学校で先生に将来何になりたいかを問われた際、「コジコジだよ。コジコジは生まれた時からずっと将来も、コジコジはコジコジだよ」と即答している。
両親宛てに手紙を書いたエピソードでは自分が「宇宙の子」であることを伝えられたが、翌日にはその「宇宙（うちゅう）」という言葉すら忘れてしまい、次郎のミスリードもあって宇野千代と荒井注の間に生まれたという誤解が生じた。モノマネが得意でちびまる子ちゃんに登場する山田（原作のみ）やペロちゃんやカメ吉のモノマネをしたことがある（顔真似に留まらず、カメ吉の必殺技「カメの思い出」も再現してみせた）。また作中で唯一、三日月の晩に変身したスージーがクラスメイトのスージーだと明確に認識できる存在である。
『ちびまる子ちゃん』にも登場しており、まる子と面識がある。
コジコジの性格は、さくら自身がモデルになっている面があるとされている。さくらの友人である吉本ばななも、コジコジ万博関連書籍の寄稿で「時折コジコジに似た状態を見せることがあった」と述べている。

### メルヘン学校の生徒・教師
次郎（じろう）
声 - 高乃麗
演 - 輝山立（2019年舞台版）
コジコジのつっこみ役。コジコジ以外に対しても頻繁につっこむ。一見しっかりしているようだが、自室を散らかしたり、皿や口の回りを汚しながら食事するなど、だらしないところも多い。
メルヘン学校の学生でコジコジとは隣席。コジコジを突き放した態度を取ることも多いがコジコジの方からは気に入られており、他の友人に比べハイレベルな冗談をかまされている。
半魚鳥という種族で、「飛べない鳥、泳げない魚」という特徴をもっている。常に着衣だが履き物はない。口うるさい母親（声 - 青山佳代）が一番苦手な存在で、口答えをして手痛いしっぺ返しを食らうことも多い。
アニメの最終回では父親の名前が「太郎（たろう）」であることが判明した。
コロ助（コロすけ）
声 - 石塚堅
雪だるまの少年。次郎の親友で彼と仲がいい。雪だるまなのに暖かいところが好き。情に厚いが、少々軽はずみなところがありお調子者。多少腹黒く皮肉屋なところもある。常に頭にバケツを被っていて中に携帯電話をしまっている。時折色を変えている。非常に好色で、エロ本や下ネタ好きの一面も持つ。賃料1万円の家に一人暮らしで、親から仕送りを受けている。飛行能力に関しては設定が一貫しておらず、飛行能力を発揮する回がある一方で、飛べないと発言している回もある。地上を移動するときは、小さくジャンプしながら移動している。人間の作った雪だるまと合体できる。日本の少年（やすひこ君）との間に少し切ない思い出がある。
皿洗いのアルバイトをしている。
頭花君（あたまばなくん）
声 - 石川大介
頭花族の少年。頭に花が生えていて、肥料や殺虫剤を頭に撒くこともある。病気になったときは、頭花族に伝わる万能薬のキノコを食べないと、花が枯れて死んでしまう。頭の花を切られても死んでしまう。
頭花というのは種族名であり、また苗字でもあるらしい。名は咲男（母は咲子、父は咲太郎、との旨のセリフが原作およびテレビアニメにある）。「咲男」の由来は花が咲いていることから、というそのまんまの命名。本人はこのことを知ったときひどくショックを受けたらしく、自分自身や頭花族の存在について疑問をめぐらすようになる。
キノコが大好物で、笑いタケを食べて死にかけたことがある。いとこにヒヤシンス・マーガレットという美男美女の兄妹がいるが、頭花君と全く似ていない。
家族と同居。家には大きなローマ字で「ATAMABANA」と横書きしてある。
ブヒブヒやスージーを怖がっているが、彼らの悪徳商売に素直に耳を傾けることもある。
ゲラン
声 - 西原K太
太陽の城の王様で五千万歳という大長寿。既婚者。しかし王族っぽくなく紳士でもなく（本人はそう思いこんでいるが）、だだっ子のような性格。高橋留美子を敬愛しており有名人のサイン集めが趣味。行動力が高くクラスのまとめ役でもあるが、クラスメイトに馬鹿にされたりけなされたりすると、暴走して周囲にはた迷惑な行動を起こす自分勝手な性格。その一方で褒め言葉に弱く、ブヒブヒにおだてられて利用されるなど、お人好しで無邪気な面もある。
前述のとおりトラブルメーカーとしての一面もあるが太陽であるため、実際にはゲランの存在自体がメルヘンの世界に大きな恩恵を与えている。ゲランを本気で怒らせるとメルヘンの世界から光がなくなってしまう。
ドーデス
声 - 泉尚摯
雷の城の王様。ゲランとは好対照の、極めて紳士的で王族の名にふさわしい良識ある大人。
家来の指導に精を出している。物語初期ではやや意地悪なキャラクターだった。同じく王族であるゲランと一緒にいることが多い。
滅多に笑わないクールな性格。コジコジに一目置いている数少ない人物。時折発する「ドーデスカ！」という口癖とシニカルな物言いが特徴。
正月君（しょうがつくん）
声 - 田中伸幸
お正月の精の男性。外観は普通の人間と大差ないが、飛行能力を持つ。ただし、ものしりじいさんの湖に初めて行った時や、遠足では、空を飛べないキャラクター同様、歩いていた。
人々に幸せな正月をもたらす役目を果たす。後にひなまつりの精ひな子と結婚する。普段は真面目な好青年だが、ひな子にベタ惚れしていて、家に帰った途端甘えん坊になる。そして、クラスメイトには関白亭主だと言い張ったシーンもある。おかめちゃんと同い年。「お正月君」と紹介されることもあった。
吾作（ごさく）
声 - 木内力也
天使の少年。しかし彫刻に刻まれるような天使像とはほど遠い顔つきであり、それがコンプレックスで自信喪失気味である。天使の身でありながらナゾ怪人のスージーに恋してしまい、そのことでも悩んでいる。看破できてはいないものの、美人スージーの正体に薄々感づいていると思しき描写もある。常に着衣だが、履き物はない。
ルル
声 - 宮城満希子
演 - 伊藤小春（ふわふわ）（2019年舞台版）
吾作の妹で同じく天使。兄には似ても似つかないチャーミングで明るい少女。
神様（ゲタ屋の息子）の写真を一目見てファンになり、それ以来神様に恋して悩む。常に着衣だが、履き物はない。
スージー
声 - TARAKO
演 - あまりかなり（2019年舞台版）
ナゾ怪人の女性。頭の上に「?」（後ろ姿も「?」）の文字が立っていて、服に「ナゾ怪」と書かかれている。いたずらや、人を騙したりするのが大好きな悪女。悪だくみを思いつき、ブヒブヒと組んでいつも「メルヘンの国」の者を困らせて楽しんでいる（単独で困らせることもある）。ただし、ブヒブヒと仲が良いのは悪だくみの時だけで普段は仲が悪いという。
同じく性格の悪い妹のデージーと暮らしており、いつも喧嘩が絶えないが、姉妹とも三日月の晩だけ心が清らかな絶世の美女に変身する。美女姿の時にある男性と恋に落ちては、翌日に元の下品な姿に戻ると思い出してはウンザリする。二人共にもう一方の人格を嫌っている。
教会のクリスマス会では、突然来られなくなったお姫様天使の代理を務めた。
自分のキャラクターグッズを考える宿題が出された際は、「ナゾ怪人スージーが書いたナゾナゾの本」「ナゾ怪Tシャツ」を考案した。
変身後も声優はデージーと同様に変わらない。
悪事をせずゲランと教室で話をしていたり、てるこに道端で笑顔で挨拶されたりするシーンもある。
ブヒブヒ
声 - 千葉進歩
演 - 服部ひろとし（2019年舞台版）
全身濃紺の典型的な悪魔の男性。単純な性格で、あまり頭は良くなく、スージーの作戦で、悪事をすることが多い（単独で悪さをすることは滅多になく、ジョニーを一人で揶揄った程度）。しかし、コジコジのマイペースさにはいつも調子を狂わされるため、苦手としている。体に「悪（ワル）」と書かれている。飛行能力を持つ。クラスの中でいちばん背が高い。
スージー同様メルヘンの国における数少ない悪者だが、スージーよりも、クラスメイトと普通に談笑している場面は多い（第1話『コジコジはコジコジ』では頭花君とごうた、第96話『物知りじいさん首はどこまでのびる?』ではカツブーと談笑している）。腕っぷしは弱く、スージーと喧嘩をすると一方的にやられている。
やかん君（やかんくん）
声 - 秋山じゅん
演 - いーま（2019年舞台版）
やかん科の少年。頭がやかんで体が人間のキャラクター。アニメでは金色のやかんに長袖・長ズボンの恰好が基本だが、原作では半袖・半ズボンの恰好が基本で、やかんは金色または銀色となっている。
物知りじいさんからは「やかん人間」とでたらめを告げられた。内気で引っ込み思案でシャイな性格。興奮するとやかんのお茶が沸騰する（落ち込むと冷茶が出る他、オレンジ・ジュースを少しだけ出したこともある）。短い時間で続けて沸騰するとお茶の出が悪くなり、やがて空焚き状態になってしまう。彼の沸かすお茶がことのほかカメ吉に受けたのをきっかけに二人は親友となる。注ぎ口でようかんを食べたり、お茶を飲んだりもすることもあり、彼のルーツやお茶に関しては謎が多い。なお、父親は「やかん組合」に属しているらしい。
純情ゆえに、想いを寄せているペロちゃんや美しい女性を見ただけで沸騰してしまうことも多い。ペロちゃんの水着姿を見て一度だけ注ぎ口から鼻血を出して倒れたこともある。
がけから転落したときにふたがなくなり取っ手が壊れ、修理のため、一度だけざるになってしまったことがある。アニメでは、修理が終わるまでの生活も描かれた。ざるになっていた間は興奮するとお茶の代わりにそばが出るようになっていた。また、お茶のことを考えた途端に茶そばが出たことがある。また、修理が終わりやかんに戻った直後はそば茶が出た。
カメ吉（カメきち）
声 - 上別府仁資
演 - 市川刺身（そいつどいつ）（2019年舞台版）
カメの精の少年。毛深く筋肉質な体で、人のいい、穏やかな性格。原作初期は手厳しいことを言うやや毒舌な一面もあった。
親友であるやかん君の沸かすお茶をこよなく愛し、それを飲むことを生きがいとしている。
普段はおっとりしているが、怒りが爆発すると必殺技「カメの思い出」（何万年もの思い出をエネルギー化、体外へ射出）を出せる。同じ種族のカメ大明神にこき使われて友達に同情されている。テレビアニメでは甲羅を取る描写も存在する。一人暮らし。履き物はない。
ペロちゃん
声 - 大塚智子
演 - 宮崎理奈（2019年舞台版）
光のつぶの少女。光の国出身で、父親は後に単身赴任することに。魔法が得意。優秀で心の優しい少女で、クラスの人気者。やかん君が恋焦がれている。メルヘンの国デパートのイメージキャラクターに任命されたことも。
海で夕陽を見ている最中、やかん君に告白される寸前に頬が赤くなっており、本人もやかん君に対して意識をしている様子が窺える。
年齢はうめばち姫より3700歳くらい若い。頭や胴は肌色で、腕や脚は黒。
ごうた
声 - 小谷伸子
北風こぞうの少年。勇敢な性格。皆の迷惑になるので思いっきり北風を吹かすことができず、ストレスを溜めている。
テル子の提案で、そのストレスを解消すべく、真夜中に北風を吹かせた。スパイダー仮面からメルヘンの国を救ったこともある。ぞうり履き。
うめばち姫（うめばちひめ）
声 - 雪絵れな
神社の神様の少女。梅鉢族の藩主令嬢。通称うめちゃん。おきゃんでおしゃべりな性格。普段は着物を着ているが、パーティでは洋服を着ることもある。下駄履き。年齢は46,781歳。飛行能力あり。不思議屋を気に入っている。
ペロちゃんやうさ子と仲良し。コロ助や次郎たちの輪に加わることもある。アニメには両親も登場し、父方の先祖が頭花族の血をひいていることが判明した。そのため、うめばち姫の頭にも梅の花が咲き、梅の実がなった。
ジョニー
声 - 池田桂子
演 - 才川コージ（2019年舞台版）
メルヘン世界で唯一の人間。風貌は金髪で欧米風の少年。
3年前、ハレハレ君の友達が欲しいという願いのため、不思議の国のローズに記憶を消されてからメルヘンの国に連れてこられたため、メルヘンの国になぜ人間がいるのかは誰も知らない。拉致された時ヨーグルトを食べていたという理由だけでブルガリア人ということになっているが、実際の出身地は謎。
自分のルーツがわからないことでいつも悶々と悩んでおり、暗い影を背負っている。たまにトランス状態に陥って過去の記憶がよみがえるのだが、思い出す記憶は手がかりの無いものばかり。無二の親友ハレハレ君には友情以上の気持ちを抱いているが、物知りじいさんからもらったセクシーな写真に、ハレハレ君や次郎たちと同じような反応したことがある。吾作やルルから羽を借りて、飛んだことがある。基本的に宿無し。
ハレハレ君（ハレハレくん）
声 - 天神有海
お天気の神様の少年。下駄を飛ばして天気を占う。博識で思慮深いが少々神経質な少年。
ジョニーの親友だが友情とは言い切れない複雑な想いを抱く。ジョニーが記憶を取り戻して人間界に帰ってしまうのを恐れており、一人悩んでいる。照れると口をモゴモゴさせる癖がある。アニメでは両親や祖父が登場。
トミー
声 - 徳永悦子
蛙の少年。まん丸で愛らしいルックス。後述のテル子、カツブーと並んで、クラスの中では相当な小柄。
梅雨の季節には人間界に行き、仲間と共に田んぼで遊ぶ。情報通。あまりに小さいので教室でよく机の上にいることが多い。カツブーと仲が良い。
テル子（テルこ）
声 - 菅原文
てるてる坊主の少女。友達思いで優しく面倒見がいい、クラスの取り纏め役。
誰かのために、時には自分を犠牲にしかねないことでも、献身的な態度で行う。昔の友達のふう太くんのことを大切に思っている。飛行能力をもつ。ブヒブヒとスージーに捕まり、誘拐されてしまうこともあった。
ゾラ
声 - 小谷伸子
曲芸師の少年だが、これといった芸を持ち合わせていない。
テレビアニメでは、突発的に披露した自分の芸をコロ助たちにバカにされ、グレたことがある。
ムーア
声 - 大栗伸慶
けむりの精の少年。幽霊のような外見をしている。特技は催眠術。
ぼーっとするのが好きな性格で、あまり目立つことを望んでいない。教室では寝ていることが多い。
ピロロ
声 - 古山きみこ
かぜの子供。フーの姉。飛行能力をもつ。
フー
声 - 松本美和
かぜの子供。ピロロの弟。飛行能力をもつ。
うさ子（うさこ）
声 - 石田よう子
うさぎの精の少女。ペロちゃんと仲がいい。
歌がうまくなりたいと思っている。かなでひらいて「うさこ」と表記されることもある。たいてい帽子をかぶっているが、正月君の結婚式では帽子の代わりにリボンをつけた。
タヌキ君（タヌキくん）
声 - サエキトモ
タヌキの少年。タヌキ一族のユニット、グレートタヌキーズの一員。コジコジの天然ぶりに戸惑う一人。
悪人ではないが、時折ブヒブヒやスージーの悪巧みに加担させられることもある。
おかめちゃん
声 - 永吉由佳
おかめ族の少女。
その見た目からはイメージしにくいほど、頭が良くクールで実利的である。「問答えんぴつ」の飼育など、マニアックな趣味を持っている。「問答えんぴつ」の前は「不思議乾電池」を育てていたが、繁殖が難しいため断念。正月君と同い年。コジコジに一目置いている数少ない人物。
最初は家族と同居していたが、母親から花嫁修業を勧められて反発して家出し、後に一人暮らしを始めた。
カツブー
声 - 荘真由美
おにぎり星人の少年で、自分の一部を食べさせて人を喜ばせるのが使命。本人いわくアンパンマンと同じ。中身はおかからしい。トミーと同じ小柄なので机の上にいる。トミーと仲良し。一度だけ遠足で突風が吹いて転がり落ちてしまったことがある。
先生
声 - 西松和彦
コジコジらが在籍する「3年インコ組（セキセイ）」の厳格な担任教師の男性。ブリキのロボットのような容姿をしている。怒ったり困惑したりすると頭についたうずまき状のアンテナがクルクル回る。アニメでは「ロリコンで女装趣味がある」と生徒たちに誤解されたことがあるが前田愛の写真を持ち歩いている。日本の1980年代テクノポップのファン。学校の名簿によると血液型はA型で几帳面の努力家。好きな食べ物はカレーライスだけど福神漬けは嫌い。
『ちびまる子ちゃん』の劇を3年インコ組（セキセイ）の生徒たちが演じるという原作のエピソードで48歳であることが明かされた。一方アニメでは、全体的に長生きなキャラクターが多い設定のなか「いい年して」と言われていたことから、48歳より遥かに上であることが窺える。
サラサラ君（サラサラくん）
声 - 石川大介
アニメオリジナルキャラクター。コジコジのクラスに転入してきた、「サラサラの国」からやってきた転校生の少年。
自称、自分が「サラサラの国」からやってきたことから性格もサラサラしているらしいが、実際は極度のナルシストで周囲から少々警戒されている。ペロちゃんに好意を持ち、積極的なアプローチを仕掛けるが煙たがられている。しかし、やかん君にはペロちゃんへの積極性を羨ましがられている。
転校初日、スージーとブヒブヒに喧嘩を売られ500円を払うよう要求されるが、得意の長広舌で煙に巻き追い払う。しかしその直後、コジコジに「ザラザラ君」・「ギザギザ君」などと名前を間違われて落ち込み、「コジコジの方が上手（うわて）」とコロ助に評される。
虎田進（とらだ すすむ）
声 - 内藤玲
アニメオリジナルキャラクター。正体はノストラダムス。
常に『予言の書』を持ち歩いており、予言の書には未来の出来事が書かれているため、他人には決して見せようとしない。
予言者という自分の人生に絶望し、その人生をもう一度やり直すため、自分の名前を入れ替え“虎田進”と名乗りコジコジのクラスに転校してくるが、おかめちゃんにより正体が露見。その後、自身の予言により恐怖の大王が「メルヘンの国」に襲来しそうになるが、コジコジが「恐怖の大王なんていないよ」と言ったとたんにすべて無かったことになり、最終的に彼の予言が外れた結果となった。
その後、様々な予言をしてクラスから人気を得るが、このまま自分が「メルヘンの国」にいると迷惑がかかると思うようになり、“「メルヘンの国」の平和は永遠に続く”という予言を残して「メルヘンの国」から去ろうとする。しかしその際、大事な予言の書をうっかり学校に置き忘れたことに気づき急いで取りに向かうが、既にブヒブヒに盗まれていた。紆余曲折の末、盗まれたはずの予言の書が道に落ちているのを発見し、改めて「メルヘンの国」を去った。

### メルヘンの国の人々
物知りじいさん
声 - 杉野博臣
物知りの精。湖に棲む首の長い老人。「ワシは何でも知っている」と吹聴しているが、無知がバレそうになるたびにヒヤヒヤしている。いざ自分の知らないことを質問されると、口からでまかせを言って信じ込ませてしまう。
普段水から出すのは顔と首だけであり、首の長さはほとんど無限大に近いため、首より下がどうなっているのかは謎である。なお、アニメでは博識であった亡妻知恵子（声 - 赤土真弓）からの受け売りという設定。
カメ大明神（カメだいみょうじん）
声 - うすいたかやす、宮澤正
カメ吉の師匠。自尊心が強く、いつも威張っている性格の悪い老人で、大明神という称号も自称であるが、物知りじいさんよりは博識な部分もある。それでも曲がりなりにも頼りにされている物知りじいさんと違い、その性格故にカメ吉以外のメルヘンの国の住人たち（特に3年インコ組の仲間たち）からはあまり尊敬されることなく、むしろ面倒くさい老人のように思われている。
カメ吉に対し、無茶振りに近い試練を課したり、こき使うことが多いが、安月給ながらもバイト料を払っている。また二人を愚弄したかつての友人に対し、自分ではなくカメ吉を馬鹿にしたことに激昂するなど、それなりの愛情は持っている様子。また、一度コジコジに対しても意地悪な無理難題を吹っかけようとしたことがあるが、その際にコジコジが発揮した超常的能力を目の当たりにして以来、コジコジにだけは恐怖感と苦手意識を抱いているが、当のコジコジは次に会った時にはカメ大明神のことを忘れていた。
ひな子（ひなこ）
声 - 荘真由美
ひなまつりの精。和服姿に黒髪を下ろしている。
200年以上付き合っていたバレンタイン君と別れ、正月君と見合いの末に結婚する。
初見では正月君の妻と思えないほどの美女。アニメの最終回では女の子が産まれ、「まゆ」と名づけた。
バレンタイン君（バレンタインくん）
声 - 高橋広樹
バレンタインの精の青年。ひな子の元彼氏。キザな性格。
浮気性なことが原因で、ひな子と破局。しかし未練が残っていたらしく、正月君とひな子の見合いの席に乱入しひな子を連れ去ろうとしたが正月君の叔母により一時撃退される。その後馬に乗って再び現れひな子を連れ去ってしまうが、その後のひな子との会話により最終的にはひな子と正月君を認めた。
その後のエピソードで妊娠したひな子の依頼を受けて病院まで送るなど、優しい一面もある。
デージー
声 - 高乃麗
スージーの妹で、姉同様に悪さと金儲けのことしか考えていない悪女。
姉妹仲も相当悪く、姉のスージーを「バカ女」呼ばわりし、家ではいつも取っ組み合いの喧嘩をしている。彼女も同じく三日月の晩だけ心優しい美女になり、姉との仲も良好になる。
クロック・ウォッチ
声 - 橋本潮（クロック）、甲斐田ゆき（ウォッチ）
アニメオリジナルキャラクターであり、1話限りのゲストキャラクター。メルヘンの国の時間を管理している「時計の兄弟」。
ちゃんと時間通り起きられるかという悩みにより二人揃って不眠症になってから、時間を進めて朝が早く来るようにしたため、メルヘンの国の住民は寝不足になってしまった。
ハウキャウくん
声 - 小堺一機
アニメオリジナルキャラクターであり、1話限りのゲストキャラクター。見た目はパンダであり、クラスメイトもすっかりパンダだと思い込むが、本人はパンダであることを強く否定している。常に携帯している風船とペロペロキャンディがトレードマーク、「ハウキャウ」としかしゃべらない。また、その可愛い容姿から、「強敵現る」などと言われクラス内に様々な波紋を投げかけた。
元は小堺が少年期に妹と考えたキャラクター「ハウキャウパンダ」であったが、TBSラジオ『コサキンDEワァオ!』にてさくらももこがゲスト出演の際、コジコジのファンであった小堺が交渉し、アニメへの登場が実現。小堺の下絵に、さくらももこが手直しをして完成した。この回では、小堺の盟友関根勤もUFOの効果音として1シーンだけ登場している。
メラニー
声 - 水谷敬子
魔法使いの中年女性。様々な魔法を使うことができ、ペロちゃんにとっては憧れの存在。時折、自宅でお茶会を開いている。
魔法を行使するにあたっては「本人の（成長の）ためになるか、みんなのためになるか」を考慮して判断しており、コロ助の「彼女が欲しい」や次郎の「お金が欲しい」などといった要望は、本人の成長の妨げになるとして退けている。
バーバーばば君
声 - 松本美和
アニメオリジナルキャラクターであり、1話限りのゲストキャラクター。紫色のカニの姿をした美容師。
美容師としての責任感は強く、店では髪型を決めかねたやかん君に対しては、その日の夜に仮装用のカツラを彼の家に自ら手渡しに出向くほど。
モデルは、当時のさくらが贔屓にしていた美容師。ハサミが特徴のキャラクターということでカニとザリガニの二択から前者を選んでデザインしたが、放映後に美容師の知人から「カニだったね」と言われるようになったらしく、デザインとしては失敗だったと自著で述べている。
ミミズ君
普段は土の中で過ごすミミズでコジコジと仲が良い。外見からは男の子か女の子か見分けがつかないが、口調から男の子の様子。学校に行く意味すら知らないコジコジのあまりのマイペースな会話に戸惑いがちで、ミミズ君を慌てふためかせ困らせる。道にいたり、学校にいたりするが、学校の生徒ではないようで、クラスメートではない模様。おっとりした優しい性格。

### その他の人々
田中松之助（たなか まつのすけ）
声 - 西松和彦
「江戸っ子の国」に住む老人で、ゲタ屋の主人。
おかみさん
声 - 水谷敬子
松之介の妻。
太郎（たろう）
声 - 千葉進歩
松之介の息子。中々の二枚目で、物知りじいさんが太郎の写真を見せて神様だとウソをついたため、コジコジのクラスメイトたちから神様と信じ込まれている。
小雪（こゆき）
声 - 田中涼子
松之助の娘で、太郎の妹。コジコジのクラスメイトたちからは神様の妹と思われている。美人でスタイル抜群であり、コジコジのクラスの男子は全員が大ファンになっている。物知りじいさんは盗撮された小雪の写真を持っている。
まる子（まるこ）、友蔵（ともぞう）（まる子の祖父）
原作のみの登場で、「クンチャン漫画界」の住人。コジコジたちはまる子と友蔵を目標にメルヘン世界のスタアを目指し、人間に好かれるキャラクターになろうとしているらしく、メルヘン学生はまる子を師匠と呼び慕う。
メルヘンの国の学校を訪れるまで、二人は「自分たちの世界が漫画になっている」ということを自覚していなかった。知った後で自分らの生きざまを見られていたことを恥じ、今後は立派に生きようと決心するも、帰宅後まる子の母の発言によりすぐいつもの生活へと戻った。
おたんこなす（不思議生物おたんこなす）
小さいなす状の生物。『不思議屋がやってきた』（原作・アニメ共通）のみ登場。コジコジが「おたんこなすよ、出ろっ」と声をかけると、持参のバケツの中から出てくる。少し踊りをおどる。
不思議屋（不思議屋のおじさん）
声 - 上別府仁資
怪しい風貌の中年男性で、お客を不思議な気分にさせることを生業にする。物腰や言動はクールで物静かだが非常にロマンチスト。見た目は変質者のようだが不思議な魅力があるため一部の層に好かれている。「イーヒッヒッヒッヒッ」という独特な笑い方も特徴的。
ハテナ君（ハテナくん）
声 - 松本梨香
不思議屋の息子で、衣装は父と同じ。父同様に不思議なことを起こせるものの、その原理が分からず、父からも教えてもらえないために不思議屋になることを拒んだ。その後の父の話からあることを悟り、改めて不思議屋になる決意をした。
ローズ
声 - 高橋広樹
人間界のジョニーをメルヘンの国にたった15分で連れてきた張本人。容姿は丸眼鏡をかけた中年男性のようだが、ドレススカートを履いており、女性言葉で喋る。
メルヘンの国の住人ではなく不思議の世界に住んでいる。不思議の世界の住人は気の合う者同士を見分ける能力を持つので、友達がいないハレハレ君に同情しジョニーを連れてきた。
平井やすあき
声 - 森訓久
『やすひこ君に会いに行こう』（原作・アニメ共通）のみ登場。
人間界の男子中学生で、リーゼントの髪型をした根っからの不良。やすひこ君と勘違いしたコジコジに絡まれる。元々は作者の別作品『永沢君』の登場人物。
清水ライム
『バンドやろうぜ!』『ふっとうしようぜ!』（原作のみ）に登場。
人間界の女子高校生。作中では、「ライムちゃん」と呼ばれている。
内気で恥ずかしがり屋な性格。名前しか出ていないが、松本君という意中の男子がいる。ひょんなことから、コジコジから自分たちのバンドのボーカルを務めることを請われ、メルヘンの国にいざなわれる。自分を少しでも変えたいとの思いから承諾、以降、練習やライブで人間界とメルヘンの国を行き来するようになる。
2012年には、「ライムwithコジコジバンド」の名前で、タイアップ曲「バイバイベイビー」が配信された。作中では明かされなかったフルネームと学歴も、併せて公表された。
作中で『コジコジ』の単行本を所持していることから、住んでいる世界は少なくとも1995年以降とみられる。着用しているセーラー服も、『永沢君』や漫画版『ひとりずもう』とは異なり、白と緑が基調になっている。
スパイダー仮面
声 - 高橋広樹
蜘蛛の姿をした生物。性格は、すごく強気だが、短気でマヌケな一面も持つ。尻からは、相手を捕らえるための糸を放つことができる。
メルヘンの国の乗っ取る野望を抱いており、様々な悪事を働くものの、毎回失敗に終わっている。悪事を働かずにコジコジたちに絡むことも、たまにある。アニメの終盤では、自分と似た容姿の仲間や、大勢の部下を引き連れて乗っ取り作戦を決行した。
小さな女の子（原作では「シルビア」）
声 - 山野さと子
テレビアニメ版『小さい小さい女の子』、同エピソードをコミカライズした『おとぎの国へ行こう!』に登場。名前は原作のみの設定で、アニメと原作では容姿が大きく異なる。
おとぎの国に住む女の子。原作では、おやゆび姫族であることも言及されている。身長は、アニメでは5センチ3ミリメートルで、テル子の半分にも満たないほか、コジコジの頭部のギザギザにすっぽり収まるほど。原作ではアニメより大きくなっているが、それでもコジコジと比較して背丈はかなり小さい。
友人と遊んでいるときに水難事故に遭い、メルヘンの国にまで流れ着いてしまった。コジコジたちに保護された後、コジコジたちとの冒険を経て無事におとぎの国へと戻る。
さくらももこ（作者）
原作単行本（幻冬舎版以降）の書き下ろしのみの登場で、『ゲランが行（ゆ）く!!』『さくらももこインタビュー』に登場。当時の自画像と同じく、三つ編み姿をしている。
『ゲランが行く!!』では、ゲランとサインについて談義する。『さくらももこインタビュー』では、次郎たちからの様々な質問（今後の仕事や、アニメオリジナル作品のコミカライズ予定、など）に回答する。後者では、さくらが喫煙している珍しいシーンが描かれている。
冬将軍
１度だけ登場した。厳しい冬をもたらすことで知られ、メルヘンの国でも恐れられている。冬将軍が来ることが発覚し、冬将軍が笑わなければ恐ろしい寒さにすると警告するがコジコジの活躍により、数年後まですばらしい冬にすることを約束し、上機嫌で仲間とともに北の世界へ去っていった。恐ろしい将軍の姿をしているが根は思いやりがあり優しい。白い飛ぶ白馬に乗っていて、頭に冬のマークをつけている。
大魔王
1度だけの登場。ブヒブヒが日頃の仕返しと嫌がらせをするためにブヒブヒの故郷と思われる魔界から呼び寄せた、いわゆるブヒブヒの上司。恐ろしい大嵐をもたらす。メルヘンの国へ仲間とともにやってきたがわけのわからないコジコジのあまりのしつこさに拍子抜けしてあきらめるように仲間と魔界へ去ってしまった。

## 漫画
ソニー・マガジンズの月刊少女マンガ誌「きみとぼく」にて、1994年12月号（創刊号）から1997年5月号にかけて連載された。ソニー・マガジンズコミックスから単行本3巻が発売。連載終了後も、新潮社刊行のさくらももこ編集長による雑誌「富士山」（2000年）などに新作が掲載された。なお、「きみとぼく」での連載終了について、作者は「当時の夫との離婚問題が深刻化しており、非常事態に備えて連載を終了させた」「この（離婚直後の）状況下で連載を継続していたら、脚本の仕事も重なって過労死していた」と後に語っている。初期のエピソードでは、扉絵に本作の裏話などが英文で掲載されているが、これは日本語の原文をさくらが書いた後、さくらが当時レッスンを受けていた英会話の先生が翻訳を行っている。
2001年にソニー・マガジンズが漫画事業から撤退しコミックスが絶版となった後、2002年に幻冬舎から未収録作などを加えた完全版としてコミックス（全4巻）が発売され、2004年には2度目の新装版コミックスが発売された。2009年には集英社から3度目の新装版コミックスが発売されることに加え、りぼん2009年5月号で『ちびまる子ちゃん』とのコラボ漫画が描かれ、2009年8月号に不定期連載する旨を告知。2009年5月号のコラボ漫画では、『ちびまる子ちゃん』と交互で年2回ずつの掲載予定とされていたが、実際に掲載されたのは2009年8月号、2010年11月号、2013年1月号・6月号の4回のみで2018年8月に作者のさくらが逝去したため、本作は未完の形で一旦絶筆となった。雑誌『富士山』での発表分以降は、不定期連載版の『ちびまる子ちゃん』同様、アニメ放映が先行したエピソードのコミカライズも行われた。さくらの没後、2018年12月 - 2019年1月にかけて『りぼん』初出のエピソード（第35話 - 第38話）も収録した新装再編版が発売された（全3巻）。電子書籍は、新装再編版ではなく、2009年版の方が2018年5月より配信されている。そのため、『りぼん』初出のエピソードは、紙版のコミックスでしか現状は閲覧できない。
関連作品として、2015年から『グランドジャンプ』で連載された「まんが倶楽部」にて、本作のセルフパロディ『ゴシゴシ』が掲載された（全5回）。
キャラクターグッズやイベントに関係する短編漫画は、さくら没後もさくらプロダクションのスタッフによって不定期に描かれている。『りぼん』2023年5月号および『週刊少年ジャンプ』2023年18号において、「さくらももこ展（横浜会場）」の告知用短編漫画「まるコジ」が掲載された。こちらの作画者は、小萩ぼたん名義となっている。
『りぼん』2024年12月号より、小萩ぼたん作画（原作・脚本：さくらももこ）による新作漫画の不定期連載が再開している。さくらが生前、アニメ用に執筆した原作や脚本が漫画化されている。話数カウントは、さくら作画分を引き継いでいるが、話数表記は変更され「その39」からカウントされている。

## 絵本
『ももこのファンタジック・ワールド コジコジ』は漫画版が連載される以前、小学館の幼児向け月刊誌「幼稚園」にて、1992年4月号から1993年3月号にかけて連載された作品。
物語は、地球にやってきたコジコジが「ちびまる子ちゃん」のまる子と出会い、ともに四季折々の情景を楽しむ内容となっている。こどもむけの穏やかな作風であり、一種のスターシステム的な作品である。
連載された作品は絵本として編纂され、1994年から1995年にかけてソニー・マガジンズより出版された。この絵本はソニー・マガジンズの漫画事業撤退に伴って絶版になったが2003年に『まる子とコジコジ』のタイトルで幻冬舎より復刊。さらに2020年には『絵本 まるコジ』のタイトルで2度目の新装版が集英社より発売された。
また、作品の一部は2011年よりスマートフォン向けアプリ「こえほん」で配信されている。
作品リスト
- コジコジ〈1〉コジコジがやってきたの巻・ハーモニカをふこうの巻 ISBN 4789708586
- コジコジ〈2〉カエルのうたがきこえるよの巻・おにぎり星人と星まつりの巻 ISBN 4789708594
- コジコジ〈3〉海のおじいさんのおんがくの巻・夏のようせいのおくりものの巻 ISBN 4789712435
- コジコジ〈4〉はっぱの大冒険の巻・きんもくせいの花がさいたよの巻き ISBN 4789712443
- コジコジ〈5〉さむいあさのおはなしの巻・お正月がやってくるの巻 ISBN 4789712451
- コジコジ〈6〉きたかぜこぞうはやさしい子の巻・すずめさんたちとひな祭りの巻 ISBN 478971246X
- まる子とコジコジ〈1〉 ISBN 4344802748
- まる子とコジコジ〈2〉 ISBN 4344802756
- 絵本 まるコジ〈1〉ちびまる子ちゃんとコジコジのぼうけん ISBN 9784082990237
- 絵本 まるコジ〈2〉ちびまる子ちゃんとコジコジのおでかけ ISBN 9784082990244
- 絵本 まるコジ〈3〉ちびまる子ちゃんとコジコジのおさんぽ ISBN 9784082990251
- 絵本 まるコジ〈4〉ちびまる子ちゃんとコジコジのおもいで ISBN 9784082990268

## その他書籍

### 展覧会関連書籍
2022年4月の「コジコジ万博」開催に併せて、ブルーシープ株式会社から関連書籍『コジコジにきいてみた。モヤモヤ問答集』と『COJI COJI FAN BOOK コジコジのすべて』が刊行された。『コジコジにきいてみた。モヤモヤ問答集』は、さまざまな「モヤモヤ」に、コジコジが作中の台詞で回答する。『COJI COJI FAN BOOK コジコジのすべて』は、「コジコジ万博」の図録も兼ねた書籍で、原画や作品解説、ゆかりのある人物のインタビューなども収録されている。2024年10月には、「さくらももこ展（東京会場）」開催に併せて、『モヤモヤ問答集』の続巻となる『次郎にもきいてみた。ブツブツ問答集』が刊行された。
いずれの書籍も、一般書店にも流通している。文章作成などはブルーシープの社員も携わっているが、表紙の作者名は、さくらももこのみ記載されている。
- 『コジコジにきいてみた。モヤモヤ問答集』2022年3月20日発行、ISBN 9784908356360
- 『COJI COJI FAN BOOK コジコジのすべて』2022年4月22日発行、ISBN 9784908356377
- 『次郎にもきいてみた。ブツブツ問答集』2024年10月25日発行、ISBN 9784908356650

## テレビアニメ
| 製作                  | 本橋浩一                                                               |
| 脚本                  | さくらももこ 片岡K 平岡秀章 多田弘子 上野千春 細川徹 木村賢一 小原信治 |
| 脚本監修（第56話 - ） | さくらももこ                                                           |
| 監督                  | 高木淳                                                                 |
| 監修                  | 芝山努 宮永正隆                                                        |
| 企画                  | 佐藤昭司                                                               |
| 製作管理              | 本橋寿一                                                               |
| プロデューサー        | 早船健一郎                                                             |
| 音楽                  | 島津秀雄                                                               |
| キャラクターデザイン  | 船越英之                                                               |
| 美術設定              | 高野正道                                                               |
| 美術監督              | 鈴木聡                                                                 |
| 音響監督              | 早瀬博雪                                                               |
| 色彩設計              | 小松原智子                                                             |
| 撮影監督              | 平田隆文                                                               |
| キャラクター補        | 五月女浩一朗                                                           |
| 編集                  | 名取信一 寺野剛 浜宇津妙子 中野一穂                                    |
| ネガ編集              | 上遠野英俊                                                             |
| 音響制作              | 小野哲男→会田昌克                                                      |
| 整音                  | 佐藤千明→加藤竜一                                                      |
| 効果                  | 松田昭彦                                                               |
| タイトル              | 道川昭                                                                 |
| 制作デスク            | 田中伸明→小林克規                                                      |
| 制作協力              | さくらプロダクション                                                   |
| 製作                  | TBS 日本アニメーション                                                 |

『さくらももこ劇場 コジコジ』（さくらももこげきじょう コジコジ）のタイトルで、TBSほかにて1997年10月4日から1999年9月25日の毎週土曜日17時30分から18時00分にかけて放送された。全101話。
日本アニメーション制作のTBS系列アニメでは『ママはぽよぽよザウルスがお好き』以来1年1カ月ぶりだが、ローカルセールス枠だったために系列局でも放送日・時間が異なったり、未放送の局も多かった。
1995年1月にフジテレビ系列で『ちびまる子ちゃん』が放送を再開した中での制作だったため、そのスタッフも関与している。キャストの多くも登板予定だったが、同時期に係争中だった日俳連との二次使用料問題を受け、出演を辞退、TARAKOのみがスージー役で出演した。
一時期はTBSのイメージキャラクターとして、『ウィークエンドウェザー』（18:55 - 19:00〈当時〉）に出たことがある。
また当時、コジコジがコンビニエンスストアのココストアのイメージキャラクターに起用されていた関係から、ココストアの店舗展開があった一部地区（TBS・CBC・MBS・RCCなど）ではココストアが番組スポンサーとなっていた。また、CBCとMBSでは、番組中期から出演声優による提供読みが行われた。
次回予告は、当初はコジコジのみの担当であったが、第25話の予告から、コジコジと次郎の掛け合いに変更された。
本放送後もCS放送テレビ局などで再放送されている。
2016年9月17日には宝島社から第1 - 4話、SP回、第19話、第31話、第49話、第59話、第68話の全10話と主題歌の「コジコジ銀座」、「ポケットカウボーイ」、「死ぬほど恋して 〜Johnny,Johnny〜」の映像を収録したDVDとアニメの設定資料などを収録したファンブックを封入した「COJI-COJI 神回！ 傑作選DVD BOOK」が発売された。
放送20周年を迎えた2017年には16:9のHDネガテレシネを施した高画質のデジタルリマスターHD版が製作され、2018年3月と4月にブルーレイBOXが発売。TV放送ではファミリー劇場にて2018年5月よりTVシリーズ101話が放送されている。これに先行し、YouTube公式チャンネルにて厳選エピソード4話を再構成した特別編集版が2017年12月に公開された。
本放送時の放送マザーは1吋CタイプVTRだが、オープニングやエンディング映像についてはモノラル録音の磁気音声テープを使用していたため、ステレオ音声は本編でしか流れない。そのため、再放送に至ってはフィルムの光学音声により全編がモノラルで放送される場合も少なくない。

### 主題歌
オープニングテーマ「コジコジ銀座」
作詞 - さくらももこ / 作曲・編曲・歌 - ホフディラン
エンディングテーマ
「ポケット・カウボーイ」（第1話 - 第66話）
作詞 - ピエール瀧　作曲・編曲 - 石野卓球 / 歌 - 電気グルーヴ
「死ぬほど恋して 〜Johnny,Johnny〜」（第67話 - 第100話）
作詞 - さくらももこ / 作曲・編曲・歌 - カジヒデキ

### アイキャッチ
トランプのジョーカーのカードからコジコジが現れ、カードを裏返すとサブキャラクターが（男性キャラクターならキング、女性キャラクターならクイーンに扮している。カードの種類は各々異なる）現れる。背景色はCM前は黄、CM後は青。
- ゲラン（クラブ）：第1話 - 第12話
- 次郎（ハート）：SP回 - 第23話
- ペロちゃん（ハート）：第24話 - 第36話
- やかん君（ダイヤ）：第37話 - 第49話
- コロ助（スペード）：第50話 - 第60話、第62話、第63話
- スージー（クラブ）：第61話、第64話 - 第78話
- ジョニー＆ハレハレ（ハート）：第79話 - 第100話

### 各話リスト
| 話数 | サブタイトル                               | 脚本              | 絵コンテ        | 演出                  | 作画監督              | 放送日         | 収録VHS | 収録DVD |
| ---- | ------------------------------------------ | ----------------- | --------------- | --------------------- | --------------------- | -------------- | ------- | ------- |
| 1    | コジコジはコジコジ                         | さくらももこ      | 須田裕美子      | 須田裕美子            | 生野裕子              | 1997年 10月4日 | VOL.1   | VOL.1   |
| 2    | がんばれ!! ジョニー君                      | さくらももこ      | 高木淳          | 高木淳                | 五月女浩一朗          | 10月11日       | VOL.1   | VOL.1   |
| 3    | 物知りじいさん                             | さくらももこ      | 古川政美        | 古川政美              | 荒牧園美              | 10月18日       | VOL.1   | VOL.1   |
| 4    | だまされたゲラン                           | さくらももこ      | 北川正人        | 北川正人              | 朝倉隆                | 10月25日       | VOL.1   | VOL.1   |
| 5    | 手紙を書こう                               | さくらももこ      | 森田浩光        | 森田浩光              | 柳瀬譲二              | 11月1日        | VOL.2   | VOL.1   |
| 6    | 江戸っ子の国ゲタ屋一家がやってきた         | さくらももこ      | 須田裕美子      | 山田みちしろ          | 山田みちしろ          | 11月8日        | VOL.2   | VOL.1   |
| 7    | 頭花君のお見舞に行く                       | さくらももこ      | 高木淳          | 高木淳                | 五月女浩一朗          | 11月15日       | VOL.2   | VOL.2   |
| 8    | キノコ狩りへ行こう                         | さくらももこ      | 古川政美        | 古川政美              | 荒牧園美              | 11月29日       | VOL.2   | VOL.2   |
| 9    | まほうの練習                               | さくらももこ      | 北川正人        | 北川正人              | 朝倉隆                | 12月6日        | VOL.3   | VOL.2   |
| 10   | 不思議屋がやってきた                       | さくらももこ      | 森田浩光        | 森田浩光              | 柳瀬譲二              | 12月13日       | VOL.3   | VOL.2   |
| 11   | きょうはクリスマス                         | さくらももこ      | スダユミコ      | 山田みちしろ          | 山田みちしろ          | 12月20日       | VOL.3   | VOL.2   |
| 12   | メルヘンの国の悪者達                       | さくらももこ      | 高木淳          | 高木淳                | 五月女浩一朗          | 12月27日       | VOL.3   | VOL.2   |
| SP   | 正月君の活躍だ!!                           | さくらももこ      | 古川政美        | 古川政美              | 荒牧園美              | 1998年 1月3日  | VOL.4   | VOL.3   |
| 13   | 北風の吹いた夜                             | さくらももこ      | 北川正人        | 北川正人              | 朝倉隆                | 1月10日        | VOL.4   | VOL.3   |
| 14   | やかん君の心配                             | さくらももこ      | 高木淳          | 高木淳                | 佐藤好春              | 1月17日        | VOL.5   | VOL.3   |
| 15   | 正月君、お見合いをする（前編）             | さくらももこ      | 森田浩光        | 森田浩光              | 柳瀬譲二              | 1月24日        | VOL.4   | VOL.3   |
| 16   | 正月君、お見合いをする（後編）             | さくらももこ      | スダユミコ      | 山田みちしろ          | 山田みちしろ          | 1月31日        | VOL.4   | VOL.3   |
| 17   | やすひこ君に会いに行こう                   | さくらももこ      | 高木淳          | 高木淳                | 五月女浩一朗          | 2月7日         | VOL.5   | VOL.4   |
| 18   | えっ!? ジョニー君がアイドルに!!            | さくらももこ      | 古川政美        | 古川政美              | 荒牧園美              | 2月21日        | VOL.5   | VOL.4   |
| 19   | おかめちゃんのくらし                       | さくらももこ      | 北川正人        | 北川正人              | 朝倉隆                | 2月28日        | VOL.5   | VOL.4   |
| 20   | カメ吉君お茶断ちをする                     | さくらももこ      | 森田浩光        | 山崎友正              | 柳瀬譲二              | 3月7日         | VOL.6   | VOL.4   |
| 21   | 小さい小さい女の子                         | さくらももこ      | 矢野篤          | 山田みちしろ          | 山田みちしろ          | 3月14日        | VOL.6   | VOL.4   |
| 22   | ゲラン、へそをまげる                       | さくらももこ      | 高木淳          | 高木淳 上原秀明       | 五月女浩一朗          | 3月21日        | VOL.6   | VOL.4   |
| 23   | 正月君の結婚式                             | さくらももこ      | 古川政美        | 古川政美              | 荒牧園美              | 3月28日        | VOL.6   | VOL.5   |
| 24   | てるてる坊主のテル子                       | さくらももこ      | 北川正人        | 北川正人              | 朝倉隆                | 4月4日         | VOL.7   | VOL.5   |
| 25   | 物知りじいさんの首、からまる               | さくらももこ      | 森田浩光        | 早川啓二              | 柳瀬譲二              | 4月11日        | VOL.7   | VOL.5   |
| 26   | 最近のおかめちゃん                         | さくらももこ      | スダユミコ      | 山田みちしろ          | 山田みちしろ          | 4月18日        | VOL.7   | VOL.5   |
| 27   | スージーの生活                             | さくらももこ      | 高木淳          | 高木淳 上原秀明       | 五月女浩一朗          | 4月25日        | VOL.7   | VOL.5   |
| 28   | スージーとブヒブヒ、みんなに怒られる       | さくらももこ      | 古川政美        | 浅川智裕 平池芳正     | 荒牧園美              | 5月2日         | VOL.8   | VOL.5   |
| 29   | 長生きばあさん                             | さくらももこ      | 北川正人        | 北川正人              | 朝倉隆                | 5月9日         | VOL.8   | VOL.6   |
| 30   | やかん君、ケガをする                       | さくらももこ      | 森田浩光        | 森田浩光              | 柳瀬譲二              | 5月16日        | VOL.8   | VOL.6   |
| 31   | やかん君、ザルとしての一週間               | さくらももこ      | 岩崎知子        | 生野裕子              | 生野裕子              | 5月23日        | VOL.8   | VOL.6   |
| 32   | 正月君の新婚生活                           | さくらももこ      | 高木淳          | 高木淳 上原秀明       | 五月女浩一朗          | 5月30日        | VOL.9   | VOL.6   |
| 33   | カエルの生き方                             | さくらももこ      | 森田浩光        | 山崎友正              | 柳瀬譲二              | 6月6日         | VOL.9   | VOL.6   |
| 34   | ムーアのさいみん術                         | さくらももこ      | 善聡一郎        | 北川正人              | 朝倉隆                | 6月13日        | VOL.9   | VOL.6   |
| 35   | ドーデス、かみなりの指導をする             | さくらももこ      | 古川政美        | 浅川智裕 平池芳正     | 荒牧園美              | 6月20日        | VOL.9   | VOL.7   |
| 36   | クールのひけつ                             | さくらももこ      | 鈴木玲子        | 生野裕子              | 生野裕子              | 6月27日        | VOL.10  | VOL.7   |
| 37   | おりひめとひこぼし                         | さくらももこ      | 高木淳          | 高木淳                | 五月女浩一朗          | 7月4日         | VOL.10  | VOL.7   |
| 38   | 三日月の夜の美女のナゾ                     | さくらももこ      | 笠山葉一        | 笠山葉一              | 柳瀬譲二              | 7月11日        | VOL.10  | VOL.7   |
| 39   | 不思議屋の失敗                             | さくらももこ      | 北川正人        | 北川正人              | 朝倉隆                | 7月18日        | VOL.10  | VOL.7   |
| 40   | 海水浴へ行こう                             | さくらももこ      | 古川政美        | 浅川智裕 平池芳正     | 荒牧園美              | 7月25日        | VOL.11  | VOL.7   |
| 41   | テル子、ゆうかいされる                     | さくらももこ      | 鈴木玲子        | 生野裕子              | 生野裕子              | 8月1日         | VOL.11  | VOL.8   |
| 42   | 嵐が来るぞ!!                               | さくらももこ      | 高木淳 上原秀明 | 高木淳 上原秀明       | 五月女浩一朗 粉川剛   | 8月8日         | VOL.11  | VOL.8   |
| 43   | さっぱりしようぜジョニー君                 | さくらももこ      | 森田浩光        | 山崎友正              | 柳瀬譲二              | 8月15日        | VOL.11  | VOL.8   |
| 44   | まほうつかいのメラニーさん                 | さくらももこ      | 北川正人        | 北川正人              | 朝倉隆                | 8月22日        | VOL.12  | VOL.8   |
| 45   | おかめちゃん家出する                       | さくらももこ      | 鈴木玲子        | 生野裕子              | 生野裕子              | 8月29日        | VOL.12  | VOL.8   |
| 46   | 今夜はタヌキ村のお祭りだ!!                 | さくらももこ      | 古川政美        | 浅川智裕 平池芳正     | 荒牧園美              | 9月5日         | VOL.12  | VOL.8   |
| 47   | サラサラ君がやってきた                     | さくらももこ      | 高木淳          | 高木淳 上原秀明       | 五月女浩一朗          | 9月12日        | VOL.12  | VOL.9   |
| 48   | ドーデスのお城、大ピンチ                   | さくらももこ      | 笠山葉一        | 笠山葉一              | 柳瀬譲二              | 9月19日        | VOL.13  | VOL.9   |
| 49   | ファッションショーをやろう                 | さくらももこ      | 古川政美        | 古川政美              | 粉川剛                | 9月26日        | VOL.13  | VOL.9   |
| 50   | 頭花君のいとこ                             | さくらももこ      | 鈴木玲子        | 生野裕子              | 生野裕子              | 10月3日        | VOL.13  | VOL.9   |
| 51   | 次郎のバイト                               | さくらももこ      | 古川政美        | 平池芳正              | 荒牧園美              | 10月10日       | VOL.13  | VOL.9   |
| 52   | うめちゃんの頭に花が咲いた                 | さくらももこ      | 高木淳          | 高木淳 上原秀明       | 五月女浩一朗          | 10月17日       | VOL.14  | VOL.9   |
| 53   | ひとりぐらしをしたい                       | さくらももこ      | 森田浩光        | 山崎友正              | 柳瀬譲二              | 10月24日       | VOL.14  | VOL.10  |
| 54   | 不思議屋のおみやげ                         | さくらももこ      | 古川政美        | 古川政美              | 粉川剛                | 10月31日       | VOL.14  | VOL.10  |
| 55   | 物知りじいさんの悪いウワサ                 | さくらももこ      | 鈴木玲子        | 生野裕子              | 生野裕子              | 11月7日        | VOL.14  | VOL.10  |
| 56   | カメ吉君のこうら                           | 片岡K             | 高木淳          | 平池芳正              | 荒牧園美              | 11月14日       | VOL.15  | VOL.10  |
| 57   | スパイダー仮面の真実!?                     | さくらももこ      | 笠山葉一        | 笠山葉一              | 柳瀬譲二              | 11月21日       | VOL.15  | VOL.10  |
| 58   | ハレハレ君の天気予報はずれる               | 片岡K             | 高木淳 上原秀明 | 高木淳 上原秀明       | 五月女浩一朗          | 11月28日       | VOL.15  | VOL.10  |
| 59   | コジコジがグレートタヌキーズのメンバーに!? | さくらももこ      | 高木淳          | 古川政美              | 粉川剛                | 12月5日        | VOL.15  | VOL.11  |
| 60   | クリスマスのための髪型                     | さくらももこ      | 鈴木玲子        | 生野裕子              | 生野裕子              | 12月12日       | VOL.16  | VOL.11  |
| 61   | 今年の天使様                               | さくらももこ      | 森田浩光        | 山崎友正              | 柳瀬譲二              | 12月19日       | VOL.16  | VOL.11  |
| 62   | 正月君の家計ピンチ                         | さくらももこ      | 真野玲          | 平池芳正              | 荒牧園美              | 12月26日       | VOL.16  | VOL.11  |
| 63   | ペロちゃんが転校!?                         | さくらももこ      | 高木淳 上原秀明 | 高木淳 上原秀明       | 五月女浩一朗          | 1999年 1月9日  | VOL.16  | VOL.11  |
| 64   | エライ人ってどんな人?                      | 平岡秀章          | 古川政美        | 高木淳                | 山崎登志樹 粉川剛     | 1月16日        | VOL.17  | VOL.11  |
| 65   | ゾラ、ぐれる                               | 平岡秀章          | 笠山葉一        | 笠山葉一              | 柳瀬譲二              | 1月23日        | VOL.17  | VOL.12  |
| 66   | コロ助の両親やってくる                     | さくらももこ      | 鈴木玲子        | 生野裕子              | 生野裕子              | 1月30日        | VOL.17  | VOL.12  |
| 67   | 冬将軍がやってきた!                        | 平岡秀章          | 古川政美        | 岡崎稔                | 荒牧園美              | 2月6日         | VOL.17  | VOL.12  |
| 68   | カメ子さんとの再会                         | さくらももこ      | 上原秀明 高木淳 | 上原秀明 高木淳       | 五月女浩一朗          | 2月13日        | VOL.18  | VOL.12  |
| 69   | ムーアのさいみん術2                        | 平岡秀章          | 森田浩光        | 山崎友正              | 柳瀬譲二              | 2月20日        | VOL.18  | VOL.12  |
| 70   | 夜が短すぎるぞ                             | 片岡K             | 鈴木玲子        | 生野裕子              | 生野裕子              | 2月27日        | VOL.18  | VOL.12  |
| 71   | 人気キャラになろう!                        | 平岡秀章          | 高木淳          | 佐土原武之            | 粉川剛                | 3月6日         | VOL.18  | VOL.13  |
| 72   | UFOに乗ったら…!!                           | 平岡秀章          | 木村隆一        | 木村隆一              | 荒牧園美              | 3月13日        | VOL.19  | VOL.13  |
| 73   | やかん君の悩み                             | 多田弘子          | 笠山葉一        | 笠山葉一              | 柳瀬譲二              | 3月20日        | VOL.19  | VOL.13  |
| 74   | 先生のひみつ                               | 片岡K             | 古川政美        | 古川政美              | 丸山宏一              | 3月27日        | VOL.19  | VOL.13  |
| 75   | 頭花君のお花見デビュー                     | 平岡秀章          | 高木淳 上原秀明 | 高木淳 上原秀明       | 五月女浩一朗          | 4月3日         | VOL.19  | VOL.13  |
| 76   | カメ大明神、反省する                       | さくらももこ      | 須田裕美子      | 生野裕子              | 生野裕子              | 4月10日        | VOL.20  | VOL.13  |
| 77   | ひな子さんのおめでた                       | 上野千春          | 古川政美        | 佐土原武之            | 粉川剛                | 4月17日        | VOL.20  | VOL.14  |
| 78   | 春の野原へ行こう                           | 多田弘子          | 笠山葉一        | 笠山葉一              | 柳瀬譲二              | 4月24日        | VOL.20  | VOL.14  |
| 79   | ピロロとフーがけんか!?                     | 細川徹            | 福島一三        | 木村隆一              | 荒牧園美              | 5月1日         | VOL.20  | VOL.14  |
| 80   | かあちゃんありがとう                       | 木村賢一          | 高木淳 上原秀明 | 高木淳 上原秀明       | 五月女浩一朗          | 5月8日         | VOL.21  | VOL.14  |
| 81   | 次郎の愛鳥週間                             | 平岡秀章          | 鈴木玲子        | 生野裕子              | 生野裕子              | 5月15日        | VOL.21  | VOL.14  |
| 82   | 不思議屋の息子                             | 小原信治          | 森田浩光        | 山崎友正              | 柳瀬譲二              | 5月22日        | VOL.21  | VOL.14  |
| 83   | ハウキャウくんがやってきた!                | 平岡秀章          | 古川政美        | 佐土原武之            | 粉川剛                | 5月29日        | VOL.21  | VOL.15  |
| 84   | テル子、雨乞いをする                       | 多田弘子          | 木村隆一        | 木村隆一              | 荒牧園美              | 6月5日         | VOL.22  | VOL.15  |
| 85   | おかめちゃんの新製品                       | 小原信治 多田弘子 | 高木淳 上原秀明 | 高木淳 上原秀明       | 五月女浩一朗          | 6月12日        | VOL.22  | VOL.15  |
| 86   | 正月くん、はりきる                         | 上野千春          | 鈴木玲子        | 生野裕子              | 生野裕子              | 6月19日        | VOL.22  | VOL.15  |
| 87   | 物知りじいさんの本                         | 多田弘子          | 森田浩光        | 山崎友正              | 柳瀬譲二              | 6月26日        | VOL.22  | VOL.15  |
| 88   | ノストラダムスがやってきた!                | 平岡秀章          | 古川政美        | 志村錠児              | 木村文代              | 7月3日         | VOL.23  | VOL.15  |
| 89   | ごうた、メルヘンの国を救う                 | 平岡秀章          | 木村隆一        | 木村隆一              | 荒牧園美              | 7月10日        | VOL.23  | VOL.16  |
| 90   | 夏の夜の海                                 | 多田弘子          | 鈴木玲子        | 生野裕子              | 生野裕子              | 7月17日        | VOL.23  | VOL.16  |
| 91   | ゲランの奥さん                             | 上野千春          | 高木淳 上原秀明 | 高木淳 上原秀明       | 五月女浩一朗          | 7月24日        | VOL.23  | VOL.16  |
| 92   | ノストラダムス、帰る!                      | 平岡秀章          | 森田浩光        | 山崎友正              | 柳瀬譲二              | 7月31日        | VOL.24  | VOL.16  |
| 93   | コロ助、熱をだす                           | 多田弘子          | 志村錠児        | いわもとやすお        | 六崎光幸              | 8月7日         | VOL.24  | VOL.16  |
| 94   | 真夏の夜のきもだめし                       | 平岡秀章          | 木村隆一        | 木村隆一              | 荒牧園美              | 8月14日        | VOL.24  | VOL.16  |
| 95   | 大嵐の日                                   | 多田弘子          | 鈴木玲子        | 生野裕子              | 生野裕子              | 8月21日        | VOL.24  | VOL.17  |
| 96   | 物知りじいさんの首はどこまでのびる?        | 上野千春          | 高木淳 上原秀明 | 高木淳 上原秀明       | 五月女浩一朗          | 8月28日        | VOL.25  | VOL.17  |
| 97   | カメ大明神の過去                           | 多田弘子          | 笠山葉一        | 笠山葉一              | 柳瀬譲二              | 9月4日         | VOL.25  | VOL.17  |
| 98   | カツブーを助けろ!                          | 平岡秀章          | 鈴木卓夫        | 山田みちしろ 船越英之 | 山田みちしろ 船越英之 | 9月11日        | VOL.25  | VOL.17  |
| 99   | コジコジが消えた!?                         | 平岡秀章          | 木村隆一        | 木村隆一              | 荒牧園美              | 9月18日        | VOL.25  | VOL.17  |
| 100  | 正月君とひな子さんのあかちゃん誕生         | 上野千春          | 鈴木玲子        | 生野裕子              | 生野裕子              | 9月25日        | VOL.25  | VOL.17  |

#### 放送休止
- 1998年2月14日：長野オリンピック中継のため
- 1999年1月2日：年始特番のため

### 放送局
※太字はスポンサードネット。
| 放送地域       | 放送局             | 系列    | 放送期間                                                   | 放送時間                                           | 備考       |
| -------------- | ------------------ | ------- | ---------------------------------------------------------- | -------------------------------------------------- | ---------- |
| 関東広域圏     | 東京放送           | TBS系列 | 1997年10月4日 - 1999年9月25日                              | 土曜 17:30 - 18:00                                 | 制作局     |
| 福島県         | テレビユー福島     | TBS系列 | 1997年10月4日 - 1999年9月25日                              | 土曜 17:30 - 18:00                                 | 同時ネット |
| 北海道         | 北海道放送         | TBS系列 | 1997年10月15日 - 1999年3月31日 1999年4月3日 - 10月2日      | 水曜 1:25 - 1:55（火曜深夜） 土曜 17:00 - 17:30    | [ 69 ]     |
| 宮城県         | 東北放送           | TBS系列 |                                                            | 日曜 6:00 - 6:30                                   |            |
| 山形県         | テレビユー山形     | TBS系列 | 1999年4月 - 不明                                           | 土曜 5:45 - 6:15 土曜 6:00 - 6:30 土曜 7:00 - 7:30 |            |
| 長野県         | 信越放送           | TBS系列 |                                                            | 土曜 6:00 - 6:30                                   |            |
| 石川県         | 北陸放送           | TBS系列 | 1998年1月11日 - 2000年1月2日                               | 日曜 6:00 - 6:30 （最終回のみ日曜 6:15 - 6:45）    |            |
| 富山県         | チューリップテレビ | TBS系列 | 1997年10月8日 - 1998年4月22日 1998年5月7日 - 1999年3月25日 | 水曜 16:27 - 16:57 木曜 5:25 - 5:54                |            |
| 中京広域圏     | 中部日本放送       | TBS系列 | 1997年10月12日 - 1999年3月28日 1999年4月17日 - 10月9日     | 日曜 7:00 - 7:30 土曜 16:30 - 17:00                |            |
| 近畿広域圏     | 毎日放送           | TBS系列 |                                                            | 土曜 6:00 - 6:30                                   |            |
| 広島県         | 中国放送           | TBS系列 |                                                            | 日曜 6:00 - 6:30                                   |            |
| 鳥取県・島根県 | 山陰放送           | TBS系列 |                                                            | 火曜 16:00 - 16:30                                 |            |
| 愛媛県         | あいテレビ         | TBS系列 |                                                            | 日曜 16:55 - 17:25                                 |            |
| 高知県         | テレビ高知         | TBS系列 |                                                            | 木曜 16:30 - 17:00                                 |            |
| 沖縄県         | 琉球放送           | TBS系列 |                                                            | 水曜 17:25 - 17:55                                 |            |

遅れネット局や未ネット局の中には、本番組の時間帯で『ウルトラマンダイナ』→『ウルトラマンガイア』→『ゾイド -ZOIDS-』を放送していたところもある。
岡山県・香川県エリアのTBSテレビ系列局のRSK山陽放送では非ネットだったものの、不定期で1回か2回だけ放送されたことがあった（ただ、放送時間やどの回が放送されたのかは不明）。

## ソフト化
VHSはSPE・ビジュアルワークスより1998年6月19日から1999年12月17日にかけて発売された。
DVDはアニプレックスより2007年12月21日から2008年5月30日にかけて発売された。
2003年12月17日には、全100話と正月スペシャルを収録したDVD-BOX（17枚組）がアニプレックスより発売され、2014年にはデジタルリマスター版として再発売。いずれも5枚組で、7月30日にパイロット版を収録したDVD-BOX・Part1が、8月29日にPart2がベストフィールドより発売された。
2017年10月で開始から20周年を迎えるのに伴い、先述したHDリマスター版のブルーレイBOXがベストフィールドより発売。2018年3月30日にVOL.1、4月27日にVOL.2が発売された。
| 巻数   | 発売日         | 収録話                           |
| VHS    | VHS            | VHS                              |
| ------ | -------------- | -------------------------------- |
| VOL.1  | 1998年6月19日  | 第1話 - 第4話                    |
| VOL.2  | 1998年6月19日  | 第5話 - 第8話                    |
| VOL.3  | 1998年6月19日  | 第9話 - 第12話                   |
| VOL.4  | 1998年8月21日  | 総集編 - 第13話、第15話 - 第16話 |
| VOL.5  | 1998年8月21日  | 第14話、第17話 - 第19話          |
| VOL.6  | 1998年8月21日  | 第20話 - 第23話                  |
| VOL.7  | 1998年10月23日 | 第24話 - 第27話                  |
| VOL.8  | 1998年10月23日 | 第28話 - 第31話                  |
| VOL.9  | 1998年10月23日 | 第32話 - 第35話                  |
| VOL.10 | 1998年12月18日 | 第36話 - 第39話                  |
| VOL.11 | 1998年12月18日 | 第40話 - 第43話                  |
| VOL.12 | 1998年12月18日 | 第44話 - 第47話                  |
| VOL.13 | 1999年2月19日  | 第48話 - 第51話                  |
| VOL.14 | 1999年2月19日  | 第52話 - 第55話                  |
| VOL.15 | 1999年4月23日  | 第56話 - 第59話                  |
| VOL.16 | 1999年4月23日  | 第60話 - 第63話                  |
| VOL.17 | 1999年6月18日  | 第64話 - 第67話                  |
| VOL.18 | 1999年6月18日  | 第68話 - 第71話                  |
| VOL.19 | 1999年8月20日  | 第72話 - 第75話                  |
| VOL.20 | 1999年8月20日  | 第76話 - 第79話                  |
| VOL.21 | 1999年10月22日 | 第80話 - 第83話                  |
| VOL.22 | 1999年10月22日 | 第84話 - 第87話                  |
| VOL.23 | 1999年12月17日 | 第88話 - 第91話                  |
| VOL.24 | 1999年12月17日 | 第92話 - 第95話                  |
| VOL.25 | 1999年12月17日 | 第96話 - 第100話                 |
| DVD    |                |                                  |
| VOL.1  | 2007年12月21日 | 第1話 - 第6話                    |
| VOL.2  | 2007年12月21日 | 第7話 - 第12話                   |
| VOL.3  | 2007年12月21日 | 総集編 - 第16話                  |
| VOL.4  | 2008年1月25日  | 第17話 - 第22話                  |
| VOL.5  | 2008年1月25日  | 第23話 - 第28話                  |
| VOL.6  | 2008年1月25日  | 第29話 - 第34話                  |
| VOL.7  | 2008年2月29日  | 第35話 - 第40話                  |
| VOL.8  | 2008年2月29日  | 第41話 - 第46話                  |
| VOL.9  | 2008年2月29日  | 第47話 - 第52話                  |
| VOL.10 | 2008年3月28日  | 第53話 - 第58話                  |
| VOL.11 | 2008年3月28日  | 第59話 - 第64話                  |
| VOL.12 | 2008年3月28日  | 第65話 - 第70話                  |
| VOL.13 | 2008年4月25日  | 第71話 - 第76話                  |
| VOL.14 | 2008年4月25日  | 第77話 - 第82話                  |
| VOL.15 | 2008年4月25日  | 第83話 - 第88話                  |
| VOL.16 | 2008年5月30日  | 第89話 - 第94話                  |
| VOL.17 | 2008年5月30日  | 第95話 - 第100話                 |

## 舞台
2019年8月21日から25日までCBGKシブゲキ!!にて上演。脚本・演出はなるせゆうせい。
キャスト
- コジコジ - 向井葉月（乃木坂46）[78][79]
- 次郎 - 輝山立[80]
- ペロちゃん - 宮崎理奈[78]
- スージー - あまりかなり[81]
- カメ吉 - 市川刺身（そいつどいつ）[82]
- ブヒブヒ - 服部ひろとし[83]
- やかん君 - いーま[84]
- ルル - 伊藤小春（ふわふわ）[85]
- ジョニー - 才川コージ[86]
- 大神拓哉
- 中村ヒロユキ
- 青地洋
- 芦原健介
- 足利至

スタッフ
- 原作：「コジコジ」さくらももこ
- 脚本・演出：なるせゆうせい
- 主催：舞台版コジコジ制作委員会

## ゲーム
ドリームキャスト用ゲームソフトとして、2000年4月20日にマーベラスエンターテイメントから『さくらももこ劇場 コジコジ』が発売された。ジャンルはおしゃべりパーティーゲーム。プレイ人数は1 - 4人。
ゲーム内容
- メルヘンでGOGO!（ボードゲーム）
  - チーム（コジコジのクラスメイトたち）（全5チーム）
    - いつものコンビ（次郎&コロ助）
    - 仲良しペア（ハレハレ&ジョニー）
    - 女の子ふたりぐみ（ペロちゃん&うさ子）
    - お茶友の会（やかん君&カメ吉）
    - 王様チーム（ゲラン&ドーデス）

  - マップ（全3種類）
    - メルヘンのまち
    - メルヘンランド
    - いろいろなくに

  - ミニゲーム（全12種類）
    - 伸ばせ! ものしりじいさん
    - ゲットだじいさん
    - おねがいうめばち姫
    - わるいおねがい消しましょー!
    - たこあげだよ! 全員集合
    - おれたち! たこあげ族
    - ムーアの催眠術
    - ふっとうだぜ! やかん君
    - あの子でビンゴ
    - 私は誰でSHOW1
    - 私は誰でSHOW2
    - あみだNo.1

- コジコジ劇場（ドリームキャスト音声入力機器「マイクデバイス」を介してコジコジに特定の単語を話しかけると返事をしてくれる）
- 物知りハンドブック（メルヘンでGOGO! で入手したカードが見られたり、ミニゲームを遊ぶことができる）
  - コジコジウォッチ（コジコジのスケジュールを設定できる）

登場キャラクター
キャスティングは基本的にテレビアニメ版と同一。
- コジコジ（青木静香）
- 次郎（高乃麗）
- ハレハレ君（天神有海）
- ジョニー（池田桂子）
- ゲラン（西原K太）
- ドーデス（泉尚摯）
- ルル（宮城満希子）
- スージー（TARAKO）
- 先生（西松和彦）
- ブヒブヒ（千葉進歩）
- トミー（徳永悦子）
- テル子（菅原文）
- ペロちゃん（大塚智子）
- やかん君（秋山じゅん）
- カメ吉（上別府仁資）
- 物知りじいさん（杉野博臣）
- コロ助（石塚堅）
- うめばち姫（雪絵れな）

## イメージキャラクター
テレビアニメ化以前に、ココストアのイメージキャラクターに起用され、一部地区ではコジコジのキャラクターを使用したCMも放送された。コジコジ初のアニメーションはテレビアニメ本編ではなく、このCMである。当初は次郎の高乃麗以外はテレビアニメ本編とは異なる声優が起用されていたが、テレビアニメ放送後は本編の声優陣に交代した。

## CM
アサヒグループ食品のサプリメント「ココカラケア」『コジコジと、ここから』篇（2022年5月8日）
- さくらももこの誕生日である5月8日から放送開始。CM内の楽曲はアニメ「コジコジ」でオープニングテーマも歌ったホフディランによる書下ろし「ココカラ銀座」[87]。

## パチンコ
CRA さくらももこ劇場 コジコジ
ニューギンより2010年より導入のパチンコ機。コジコジや次郎などよく演出で登場するキャラクターはアニメと同じキャストだがやかん君やジョニーなど登場の場面の少ないキャラクターは声が変わっている。
- 使用楽曲
  - 『コジコジ銀座』
  - 『死ぬほど恋して 〜Johnny,Johnny〜』

CR さくらももこ劇場 コジコジ2
ニューギンより2018年4月導入のパチンコ機。

## YouTube
コジコジチャンネル
本編が一部配信されている。2019年7月にはコジコジと次郎がバーチャルYouTuberとなって、視聴者の質問に答えるコーナーも配信された（キャストはアニメ版と同じ）。また、本編を1話ずつ毎週木曜日の正午に配信している。